# Autoroute A 620
Die Autoroute A 620 ist eine französische Stadtautobahn, die als West-Umfahrung von Toulouse dient. Sie stellt den westlichen Teil der Ringautobahn (Périphérique) dar und wird daher auch als Périphérique ouest bezeichnet. Sie wurde im November 1972 eröffnet. Die Autobahn verbindet die A 62 im Norden mit der A 61 im Süden. Sie hat eine Gesamtlänge von 19,0 km.